# يتنحاو قاع

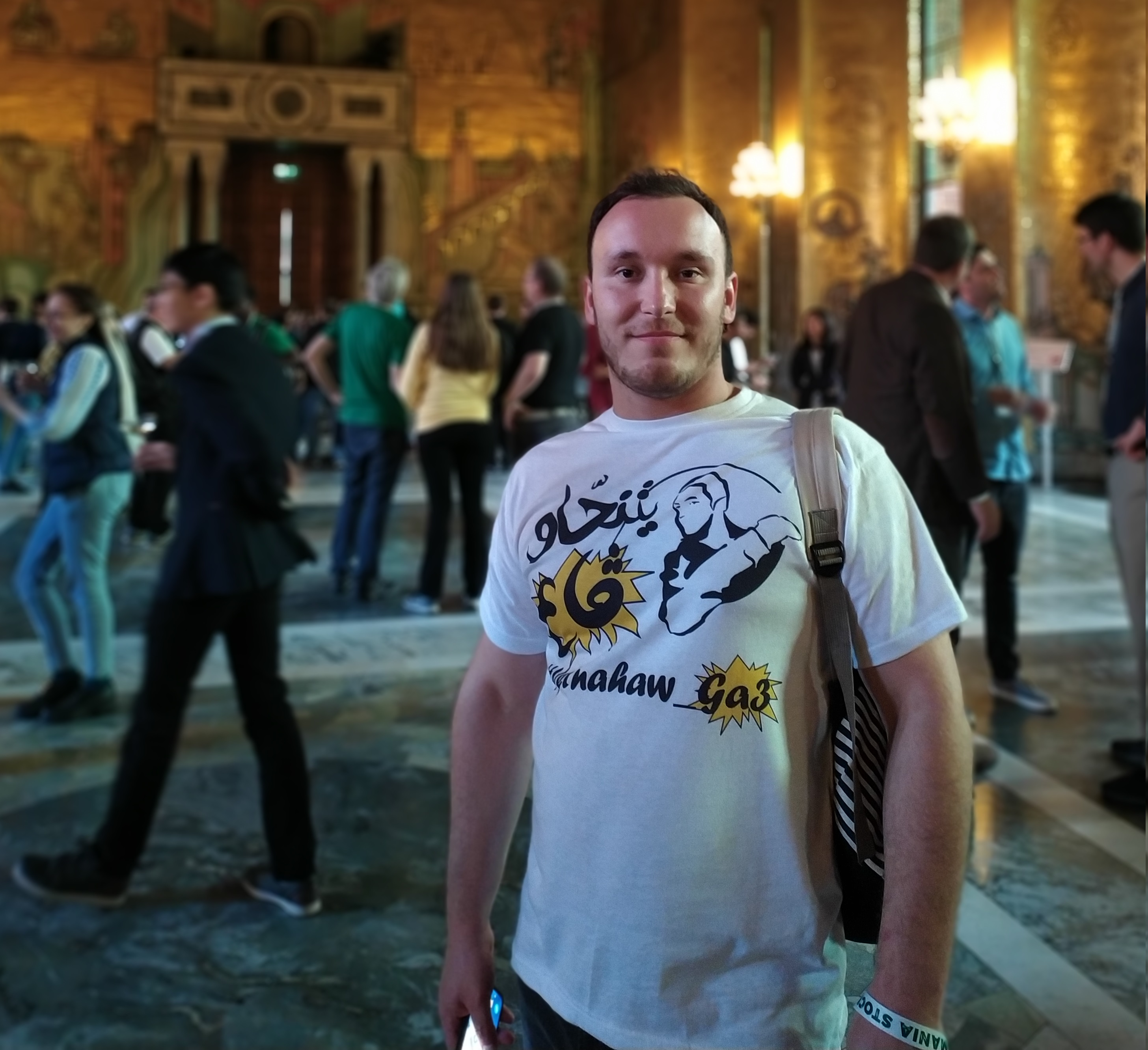
مواطن جزائري بشعار يتنحاو قاع

يتنحاو قاع (بالفرنسية: Yetnahaw Gaâ !) ليتنحوا جميعا أو كما تُكتب في الجزائر يتنحاو ڤاع بالقاف المثلثة (g) ، هي جملة تكتب بالدارجة الجزائرية (يتنحاو ڨاع) ، ظهرت أثناء المظاهرات التي هزت الجزائر منذ 16 فبراير 2019 تحولت لشعار في أوساط المتظاهرين ومتصفحي الإنترنت منذ نشر فيديو على الشبكات الاجتماعية يظهر شاب جزائري يقطع بثًا مباشرًا على قناة سكاي نيوز العربية ، مساء يوم 11 مارس 2019 ، عندما أعلن الرئيس السابق عبد العزيز بوتفليقة أنه سيتخلى عن ولاية خامسة.
أطلقها سفيان بكير تركي كان عمره 33 سنة يومها تحولت صورته مع جملته إيقونة الحراك الشعبي بعد ذلك التدخل العفوي في البث المباشر لقناة سكاي نيوز، ويشرح أن في معنى العبارة كامل السلطة. 
إنتشرت العبارة في تلك الليلة وتحولت إلى هاشتاغ في مواقع التواصل الاجتماعي كتويتر وفيسبوك، حول اللقطة فنان وأضاف لها الجملة وأنتشرت إنشارا عالميا. تحولت لأغاني ولافتات و رسومات كاركاتيرية يرفعها وينشرها الناشطون في المظاهرات الحراكية في الجزائر وَعلى منصات التواصل الاجتماعي.
قام ممثلون جزائريون برفع الشعار خلالَ مهرجان كان السينمائي 2019 الدولي في نسخته 72. 
خلال المباراة الأولى للمنتخب الوطني الجزائري في 23 يونيو 2019 ضدَّ المنتخب الوطني الكيني في إطار كأس الأمم الإفريقية 2019، رفعَ ثلاثة مشجعين جزائريين، الذين كانوا في مصر لدعم فريقهم، لافتة تحمل العبارة "يتنحاو ڨاع!" مما أدى إلى اعتقالهم من قبل السلطات المصرية وَتقديمهم للمحاكمة، إلا أن السلطات الجزائرية تدخلت وَنسقت معَ مصر عملية إطلاق سراحهم وَترحيلهم.  وَعند عودتهم إلى الجزائر، تم توقيفهم مرة أخرى من قبل قاضي التحقيق بمحكمة دار البيضاء، حيث أمر بوضعهم في السجن المؤقت في سجن الحراش.[بحاجة لمصدر]
قام أحد المحررين في ويكيبيديا الفرنسية بإنشاء صفحة بالفرنسية عن الشعار في 27 جوان 2019 ليكون أول ظهور لهذه الجملة في موسوعة ويكيبيديا